# Pether Krautmeyer
Nils Pether Krautmeyer (født 17. august 1968) er en svensk klubtræner, der har været cheftræner for Holstebro Håndbold siden 2021. Forinden det, var trænede han også TTH Holstebros kvinder fra 2015 til 2021, efter at have været assistenttræner siden 2008 under Niels Agesen.
Han er tidligere trænet Lemvig-Thyborøn Håndbold, fra 2005 til 2008.